# 21 grammi
21 grammi (21 Grams) è un film del 2003 diretto da Alejandro González Iñárritu. È il secondo film della cosiddetta «trilogia sulla morte» del regista messicano, della quale fanno parte anche Amores perros e Babel.
Il titolo della pellicola allude a uno studio scientificamente non riconosciuto, condotto nel XX secolo dal medico statunitense Duncan MacDougall, il quale calcolò in 21 grammi il peso che ogni persona perderebbe dopo aver esalato l'ultimo respiro; l'obiettivo ultimo era dimostrare così la sustanzialità e dunque l'esistenza stessa dell’anima.

## Trama
Jack Jordan è un ex detenuto divenuto cristiano integralista dopo il suo ultimo periodo di detenzione. La vita in famiglia gli è resa difficile proprio da questa sua insistenza sulla fede, che spesso sfocia nel fanatismo, mentre le sue possibilità di trovare lavoro sono compromesse dal suo passato di pregiudicato.
Cristina è un'ex cocainomane e alcolista che conduce ora una tranquilla esistenza con il marito e le sue due figlie.
Paul Rivers è un matematico con gravi problemi cardiaci, in attesa di un donatore per una delicata operazione al cuore; a causa della sua infermità si ritrova a convivere nuovamente con la sua ex moglie Mary, la quale, pur non avendo voluto dei figli da lui quand'erano sposati, ora vuole a tutti i costi, temendo che Paul muoia, fare un figlio con lui ricorrendo all'inseminazione artificiale.
Evento cardine, attorno al quale ruota tutta la storia, è l'incidente d'auto in cui Jack Jordan investe il marito e le figlie di Cristina, che muoiono per omissione di soccorso. Il cuore di Michael, marito di Cristina, viene così impiantato a Paul Rivers, che adesso risanato può finalmente tornare alla sua vita, sebbene sviluppi in concomitanza un ossessionante desiderio di sapere chi sia il donatore a cui deve la vita. Arriverà così sulle tracce di Cristina, che per sfuggire al dolore per la perdita del marito e delle figlie, è ripiombata nella spirale della tossicodipendenza e dell'alcool. Paul riesce a conoscerla e a instaurare con lei un rapporto che all'inizio sembrava compromesso dalla triste circostanza che li aveva legati.
Nel frattempo, Paul accusa i sintomi del rigetto del cuore trapiantato e, non intendendo sottoporsi a una nuova operazione dall'esito incerto, si procura una pistola per suicidarsi. Lui e Cristina, poi, volendo vendicare la morte dei familiari della donna, decidono di uccidere Jack Jordan, che nel frattempo si era costituito – spinto dai rimorsi – e ha già scontato la pena, che i due rintracciano in uno squallido albergo dove l'uomo ha deciso di vivere da semirecluso e lontano dalla propria famiglia. Paul cercherà di ucciderlo ma, alla fine, sceglierà di risparmiarlo, lasciandogli proseguire una vita che Jack stesso, straziato dal senso di colpa, avrebbe voluto egli stesso finire. Questo porterà all'incontro finale fra i tre personaggi e alla drammatica conclusione della vicenda.

## Produzione
Il film – seconda opera del regista messicano Alejandro González Iñárritu dopo Amores Perros e prima pellicola dello stesso girata negli USA – è un dramma psicologico con una struttura narrativa e una tecnica di ripresa che ne costituiscono le caratteristiche peculiari: la prima parte del film è costituita da continue prolessi mentre alcune delle riprese sono eseguite utilizzando cineprese senza cavalletto che tendono a conferire alle immagini un effetto particolare.

## Distribuzione
Il film è stato distribuito nelle sale cinematografiche statunitensi il 21 novembre 2003, mentre in quelle italiane il 16 gennaio 2004.

## Riconoscimenti
- 2004 - Premio Oscar
  - Nomination Miglior attrice protagonista a Naomi Watts
  - Nomination Miglior attore non protagonista a Benicio del Toro
- 2004 - Premio BAFTA
  - Nomination Miglior attore protagonista a Sean Penn
  - Nomination Miglior attore protagonista a Benicio del Toro
  - Nomination Miglior attrice protagonista a Naomi Watts
  - Nomination Migliore sceneggiatura originale a Guillermo Arriaga
  - Nomination Miglior montaggio a Stephen Mirrione
- 2004 - Screen Actors Guild Award
  - Nomination Miglior attrice protagonista a Naomi Watts
  - Nomination Miglior attore non protagonista a Benicio del Toro
- 2004 - Chicago Film Critics Association Award
  - Nomination Miglior attrice protagonista a Naomi Watts
  - Nomination Miglior attore non protagonista a Benicio del Toro
  - Nomination Migliore sceneggiatura originale a Guillermo Arriaga
- 2005 - Premio César
  - Nomination Miglior film straniero ad Alejandro González Iñárritu
- 2003 - European Film Award
  - Nomination Miglior film internazionale a Alejandro González Iñárritu
- 2005 - Nastro d'argento
  - Nomination Regista del miglior film straniero ad Alejandro González Iñárritu
- 2004 - Las Vegas Film Critics Society Award
  - Miglior attore protagonista a Sean Penn
  - Nomination Miglior attore non protagonista a Benicio del Toro
- 2003 - National Board of Review Award
  - Migliori dieci film
  - Miglior attore protagonista a Sean Penn
- 2003 - Satellite Award
  - Miglior attore in un film drammatico a Sean Penn
  - Nomination Miglior attrice in un film drammatico a Naomi Watts
  - Nomination Miglior attore non protagonista in un film drammatico a Benicio del Toro
  - Nomination Migliore sceneggiatura originale a Guillermo Arriaga
- 2003 - Mostra Internazionale d'Arte Cinematografica
  - Coppa Volpi per la migliore interpretazione maschile a Sean Penn
  - Audience Award a Benicio del Toro
  - Wella prize a Naomi Watts
  - Audience Award a Naomi Watts
  - Nomination Leone d'oro al miglior film a Alejandro González Iñárritu
- 2003 - Boston Society of Film Critics Award
  - Nomination Miglior attrice protagonista a Naomi Watts
- 2004 - Critics' Choice Movie Award
  - Nomination Miglior attrice protagonista a Naomi Watts
  - Nomination Miglior attore non protagonista a Benicio del Toro
- 2004 - Central Ohio Film Critics Association Awards
  - Nomination Miglior film
  - Nomination Miglior attore non protagonista a Benicio del Toro
  - Nomination Miglior sceneggiatura originale a Guillermo Arriaga e Alejandro González Iñárritu
- 2004 - Independent Spirit Award
  - Special Distinction Award a Alejandro González Iñárritu, Guillermo Arriaga, Robert Salerno, Sean Penn, Benicio del Toro e Naomi Watts
- 2004 - Los Angeles Film Critics Association Award
  - Miglior attrice protagonista a Naomi Watts
  - Nomination Miglior attore protagonista a Sean Penn
  - Nomination Miglior attore non protagonista a Benicio del Toro
  - Nomination Miglior attrice non protagonista a Melissa Leo
- 2003 - New York Film Critics Circle Awards
  - Nomination Miglior attrice protagonista a Naomi Watts
- 2003 - Phoenix Film Critics Society Awards
  - Miglior cast
  - Miglior attrice protagonista a Naomi Watts
  - Nomination Miglior attore protagonista a Sean Penn
  - Nomination Miglior attore non protagonista a Benicio del Toro
  - Nomination Miglior sceneggiatura originale a Guillermo Arriaga
  - Nomination Miglior montaggio a Stephen Mirrione
- 2005 - Premio Robert
  - Nomination Miglior film statunitense a Alejandro González Iñárritu
- 2003 - San Diego Film Critics Society Awards
  - Miglior attrice protagonista a Naomi Watts
- 2004 - Artios Award
  - Nomination Miglior casting per un film drammatico a Francine Maisler
- 2004 - Dallas-Fort Worth Film Critics Association Awards
  - Nomination Miglior attrice protagonista a Naomi Watts
- 2004 - Golden Trailer Awards
  - Miglior voce fuori campo a Sean Penn
  - Nomination Miglior film drammatico
- 2005 - Guldbagge Award
  - Nomination Miglior film straniero a Alejandro González Iñárritu

- 2004 - National Society of Film Critics Awards
  - Nomination Miglior attrice protagonista a Naomi Watts
- 2004 - Palm Springs International Film Festival
  - Desert Palm Achievement Award a Naomi Watts
- 2003 - Southeastern Film Critics Association Awards
  - Miglior attrice protagonista a Naomi Watts
- 2003 - Awards Circuit Community Awards
  - Nomination Miglior attore protagonista a Sean Penn
  - Nomination Miglior attrice protagonista a Naomi Watts
  - Nomination Miglior attore non protagonista a Benicio del Toro
  - Nomination Miglior cast
  - Nomination Miglior sceneggiatura originale a Guillermo Arriaga
  - Nomination Miglior montaggio a Stephen Mirrione
  - Nomination Menzioni onorevoli
- 2004 - Chlotrudis Awards
  - Nomination Miglior fotografia a Rodrigo Prieto
- 2005 - Cinema Brazil Grand Prize
  - Nomination Miglior film straniero
- 2004 - Directors Guild of Great Britain
  - Nomination Miglior regia in un film internazionale a Alejandro González Iñárritu
- 2004 - Florida Film Critics Circle Awards
  - Miglior attore protagonista a Sean Penn
  - Miglior attrice protagonista a Naomi Watts
- 2004 - German Dubbing Awards
  - Miglior sceneggiatura
- 2004 - Gold Derby Film Awards
  - Nomination Miglior attrice protagonista a Naomi Watts
  - Nomination Miglior attore non protagonista a Benicio del Toro
  - Nomination Miglior cast
  - Nomination Miglior sceneggiatura originale a Guillermo Arriaga
  - Nomination Miglior montaggio a Stephen Mirrione
- 2004 - International Cinephile Society Awards
  - Miglior attore non protagonista a Benicio del Toro
- 2004 - Iowa Film Critics Awards
  - Miglior attore non protagonista a Benicio del Toro
- 2003 - New York Film Critics
  - Film dell'anno
- 2004 - Online Film & Television Association
  - Nomination Miglior attrice protagonista a Naomi Watts
  - Nomination Miglior attore non protagonista a Benicio del Toro
  - Nomination Miglior cast
  - Nomination Miglior sceneggiatura originale a Guillermo Arriaga e Alejandro González Iñárritu
  - Nomination Miglior montaggio a Stephen Mirrione
- 2004 - Online Film Critics Society Awards
  - Miglior attrice protagonista a Naomi Watts
  - Nomination Miglior regia a Alejandro González Iñárritu
  - Nomination Miglior sceneggiatura originale a Guillermo Arriaga
- 2004 - Prism Awards
  - Nomination Miglior film
  - Nomination Miglior performance a Benicio del Toro
- 2003 - Utah Film Critics Association Awards
  - Nomination Miglior attrice protagonista a Naomi Watts
- 2004 - Vancouver Film Critics Circle
  - Nomination Miglior attore non protagonista a Benicio del Toro
- 2003 - Village Voice Film Poll
  - Nomination Miglior performance a Naomi Watts
  - Nomination Miglior performance da non protagonista a Melissa Leo
- 2003 - Washington DC Area Film Critics Association Awards
  - Miglior attrice protagonista a Naomi Watts
  - Miglior attore non protagonista a Benicio del Toro
  - Nomination Miglior sceneggiatura originale a Guillermo Arriaga
- 2004 - World Soundtrack Awards
  - Scoperta dell'anno a Gustavo Santaolalla